# Ebimlossou
Ebimlossou est une localité rurale au centre de la Côte d'Ivoire dans la région du N'zi. Cette localité est administrativement rattachée au département de Dimbokro,,.